# 塞爾瑪湖怪
塞爾瑪湖怪（Selma）是傳說中棲息在挪威泰勒马克郡賽爾尤爾市鎮賽爾尤爾湖的蛇形湖怪，最早出現於18世紀。

## 歷史
從1750年開始至今，已有上百件關於塞爾瑪湖怪的目擊報告。到了近代，賽爾尤爾鎮透過宣傳湖怪以吸引遊客前來，1986年，該鎮議會將其徽章改為湖怪的圖形。
1977年，一個科學探險隊來塞爾尤爾湖尋找湖怪，他們用聲納回波探測器偵測到湖底確有一個龐然大物。1999年6月，德國一名中學生物教師在湖中近距離目擊湖怪出現。2012年，一名17歲少女與家人在湖邊旅行時再度拍到了塞爾瑪湖怪。

## 外部連結
- 扭動蛇形身軀湖面翻騰 挪威女孩驚見塞爾瑪湖怪揭秘，2012-08-10關鍵時刻節目